# Beaubourg (album)
Beaubourg – studyjny album Vangelisa wydany w 1978 r.

## Lista utworów
| 1. | „Beaubourg part I”  | 17:56 |
|    |                     |       |
| 2. | „Beaubourg part II” | 20:45 |
|    |                     |       |
|    |                     | 38:41 |
|    |                     |       |
Skomponował, wyprodukował i zagrał na wszystkich instrumentach – Vangelis.